# Anthiyur
Anthiyur là một thị xã panchayat của quận Erode thuộc bang Tamil Nadu, Ấn Độ.

## Nhân khẩu
Theo điều tra dân số năm 2001 của Ấn Độ, Anthiyur có dân số 19.697 người. Phái nam chiếm 51% tổng số dân và phái nữ chiếm 49%. Anthiyur có tỷ lệ 71% biết đọc biết viết, cao hơn tỷ lệ trung bình toàn quốc là 59,5%: tỷ lệ cho phái nam là 78%, và tỷ lệ cho phái nữ là 64%. Tại Anthiyur, 9% dân số nhỏ hơn 6 tuổi.